# Megachile trichrootricha
Megachile trichrootricha är en biart som beskrevs av Jesus Santiago Moure 1953. Megachile trichrootricha ingår i släktet tapetserarbin, och familjen buksamlarbin. Inga underarter finns listade i Catalogue of Life.